# Kenia en los Juegos Paralímpicos de Barcelona 1992
Kenia estuvo representada en los Juegos Paralímpicos de Barcelona 1992 por quince deportistas, nueve hombres y seis mujeres.

## Medallistas
El equipo paralímpico keniano obtuvo las siguientes medallas:
| Nombre            | Deporte   | Evento                 |
| ----------------- | --------- | ---------------------- |
| Oro               |           |                        |
| Mary Nakhumicha   | Atletismo | Jabalina THW7 femenino |
| Plata             |           |                        |
| —                 |           |                        |
| Bronce            |           |                        |
| Rose Atieno Olang | Atletismo | Jabalina THW7 femenino |